# Асахікавський медичний університет
Асахікавський медичний університет (яп. 旭川医科大学, あさひかわいかだいがく; англ. Asahikawa Medical University) — державний університет у Японії. Розташований за адресою: префектура Хоккайдо, місто Асахікава, квартал Мідоріґаока, Хіґасі-Нідзьо 1-1-1. Відкритий у 1973 році. Скорочена назва — Кьокуї́ (яп. 旭医, きょくい). До 2010 року Асахікавський медичний коледж. 

## Факультети
- Медичний факультет (яп. 医学部)

## Аспірантура
- Медична аспірантура (яп. 医学研究科)